# Wijken en buurten in Best
De Nederlandse gemeente Best is voor statistische doeleinden onderverdeeld in wijken en buurten. De gemeente is verdeeld in de volgende statistische wijken:
- Wijk 00 Best (CBS-wijkcode:075300)

Een statistische wijk kan bestaan uit meerdere buurten. Onderstaande tabel geeft de buurtindeling met kentallen volgens het Centraal Bureau voor de Statistiek (2008):
| CBS-buurtcode | Buurtnaam                       | Inwonertal | Opp. totaal (ha) | Opp. land (ha) | Ligging                |
| ------------- | ------------------------------- | ---------- | ---------------- | -------------- | ---------------------- |
| BU07530000    | Best                            | 9860       | 296              | 293            | Locatie in de gemeente |
| BU07530001    | Naastenbest                     | 3710       | 104              | 104            | Locatie in de gemeente |
| BU07530002    | Wilhelminadorp                  | 5300       | 101              | 99             | Locatie in de gemeente |
| BU07530003    | Batadorp                        | 780        | 302              | 291            | Locatie in de gemeente |
| BU07530004    | Heuveleind                      | 3800       | 74               | 74             | Locatie in de gemeente |
| BU07530005    | Heivelden                       | 4000       | 91               | 91             | Locatie in de gemeente |
| BU07530006    | Verspreide huizen Vleut         | 720        | 1323             | 1318           | Locatie in de gemeente |
| BU07530007    | Verspreide huizen Aarle         | 710        | 628              | 622            | Locatie in de gemeente |
| BU07530008    | Verspreide huizen De Pailjaart  | 80         | 298              | 298            | Locatie in de gemeente |
| BU07530009    | Verspreide huizen in het zuiden | 130        | 295              | 240            | Locatie in de gemeente |